# Pteris macracantha
Pteris macracantha är en kantbräkenväxtart som beskrevs av Edwin Bingham Copeland. Pteris macracantha ingår i släktet Pteris och familjen Pteridaceae. Inga underarter finns listade.